# یالتیرکولباش
یالتیرکولباش (انگلیسی: Yaltyrkulbash) یک شهرک در شهرستان بوزدیاکسکی باشقیرستان کشور روسیه است.